# Sportgemeinschaft Dynamo Dresden 2018-2019
Questa voce raccoglie le informazioni riguardanti la Sportgemeinschaft Dynamo Dresden  nelle competizioni ufficiali della stagione calcistica 2018-2019.

## Stagione
Nella stagione 2018-2019 la Dinamo Dresda, allenata da Cristian Fiél, concluse il campionato di 2. Bundesliga al 12º posto. In coppa di Germania la Dinamo Dresda fu eliminata al primo turno dal Rödinghausen.

## Rosa
| N. |                                 | Ruolo | Calciatore       |
| -- | ------------------------------- | ----- | ---------------- |
| 21 | Germania (bandiera)             | P     | Tim Boss         |
| 1  | Germania (bandiera)             | P     | Markus Schubert  |
| 24 | Germania (bandiera)             | P     | Patrick Wiegers  |
| 23 | Germania (bandiera)             | D     | Florian Ballas   |
| 3  | Bosnia ed Erzegovina (bandiera) | D     | Dario Đumić      |
| 39 | Germania (bandiera)             | D     | Kevin Ehlers     |
| 26 | Germania (bandiera)             | D     | Sören Gonther    |
| 31 | Danimarca (bandiera)            | D     | Brian Hämäläinen |
| 7  | Germania (bandiera)             | D     | Niklas Kreuzer   |
| 18 | Germania (bandiera)             | D     | Jannik Müller    |
| 4  | Germania (bandiera)             | D     | Jannis Nikolaou  |
| 2  | Svezia (bandiera)               | D     | Linus Wahlqvist  |
| 10 | Siria (bandiera)                | C     | Aias Aosman      |
| 28 | Germania (bandiera)             | C     | Barış Atik       |

| N. |                                 | Ruolo | Calciatore       |
| -- | ------------------------------- | ----- | ---------------- |
| 8  | Germania (bandiera)             | C     | Rico Benatelli   |
| 5  | Germania (bandiera)             | C     | Dženis Burnić    |
| 20 | Germania (bandiera)             | C     | Patrick Ebert    |
| 6  | Germania (bandiera)             | C     | Marco Hartmann   |
| 35 | Germania (bandiera)             | C     | Marius Hauptmann |
| 36 | Germania (bandiera)             | C     | Max Kulke        |
| 34 | Germania (bandiera)             | C     | Justin Löwe      |
| 22 | Austria (bandiera)              | C     | Patrick Möschl   |
| 15 | Turchia (bandiera)              | A     | Osman Atilgan    |
| 40 | Germania (bandiera)             | A     | Erich Berko      |
| 11 | Bosnia ed Erzegovina (bandiera) | A     | Haris Duljević   |
| 14 | Senegal (bandiera)              | A     | Moussa Koné      |
| 32 | Rep. Ceca (bandiera)            | A     | Vasil Kušej      |
| 9  | Germania (bandiera)             | A     | Lucas Röser      |

## Organigramma societario
Area tecnica
- Allenatore: Cristian Fiél
- Allenatore in seconda: Matthias Lust, Patrick Mölzl
- Preparatore dei portieri: Brano Arsenovic
- Preparatori atletici:

## Risultati

### 2. Bundesliga

#### Girone di andata
| Arbitro: | Siebert |

|           |           |  |
| Röser 39’ | Marcatori |  |

| Arbitro: | Jablonski |

|                         |           |           |
| Edmundsson 27’ Klos 33’ | Marcatori | 86’ Berko |

| Arbitro: | Willenborg |

|           |           |                                         |
| Berko 68’ | Marcatori | 31’ (rig.), 44’ Schnatterer 69’ Dovedan |

| Arbitro: | Rohde |

|  |           |                      |
|  | Marcatori | 22’ Aosman 52’ Đumić |

| Arbitro: | Zwayer |

|  |           |           |
|  | Marcatori | 68’ Hwang |

| Arbitro: | Kempkes |

|                                         |           |            |
| Koné 3’ (rig.), 90’ Ebert 54’ Heise 60’ | Marcatori | 18’ Heller |

| Arbitro: | Petersen |

|  |           |                 |
|  | Marcatori | 39’ (rig.) Koné |

| Arbitro: | Ittrich |

|  |           |                |
|  | Marcatori | 85’ Keita-Ruel |

| Arbitro: | Gräfe |

|                               |           |                    |
| Kreuzer 60’ (aut.) Bülter 90’ | Marcatori | 7’ Koné 23’ Aosman |

| Arbitro: | Schröder |

|          |           |           |
| Koné 26’ | Marcatori | 24’ Riese |

| Berlino 28 ottobre 2018, ore 13:30 CET 11ª giornata | Union Berlino | 0 – 0 referto | Dinamo Dresda | Stadion An der Alten Försterei (22 012 spett.)\| Arbitro: \| Jablonski \| |
| Arbitro:                                            | Jablonski     |               |               |                                                                           |

| Arbitro: | Bacher |

|                                   |           |                 |
| Koné 11’ Aosman 31’ Benatelli 76’ | Marcatori | 22’ Schleusener |

| Arbitro: | Brych |

|                                                                  |           |          |
| Córdoba 3’, 51’ Terodde 42’, 46’, 61’ Hector 56’, 83’ Schaub 78’ | Marcatori | 72’ Atik |

| Arbitro: | Jöllenbeck |

|                          |           |  |
| Ebert 7’ (rig.) Koné 16’ | Marcatori |  |

| Arbitro: | Aytekin |

|             |           |            |
| Dudziak 47’ | Marcatori | 86’ Müller |

| Arbitro: | Pfeifer |

|  |           |                       |
|  | Marcatori | 8’ Mühling 22’ Honsak |

| Arbitro: | Aarnink |

|                                     |           |  |
| Zolinski 54’ Michel 77’ Klement 90’ | Marcatori |  |

#### Girone di ritorno
| Arbitro: | Heft |

|           |           |                            |
| Cauly 66’ | Marcatori | 4’ Röser 45’ Atik 53’ Koné |

| Arbitro: | Kampka |

|                                            |           |                                                           |
| Atilgan 19’ Hämäläinen 26’ (rig.) Koné 40’ | Marcatori | 34’ (aut.) Atik 53’ Edmundsson 69’ (rig.) Klos 79’ Börner |

| Arbitro: | Thomsen |

|             |           |  |
| Dovedan 35’ | Marcatori |  |

| Arbitro: | Willenborg |

|            |           |  |
| Holtby 84’ | Marcatori |  |

| Dresda 17 febbraio 2019, ore 13:30 CET 22ª giornata | Dinamo Dresda | 0 – 0 referto | Jahn Ratisbona | Rudolf-Harbig-Stadion (25 303 spett.)\| Arbitro: \| Kempkes \| |
| Arbitro:                                            | Kempkes       |               |                |                                                                |

| Arbitro: | Alt |

|                             |           |  |
| Kempe 43’ (rig.) Dursun 85’ | Marcatori |  |

| Arbitro: | Bacher |

|                       |           |                             |
| Atik 33’ Nikolaou 59’ | Marcatori | 10’ Hinterseer 14’ Pantović |

| Arbitro: | Siebert |

|           |           |            |
| Röser 86’ | Marcatori | 43’ Rother |

| Arbitro: | Hartmann |

|               |           |                              |
| Zulechner 27’ | Marcatori | 50’ Röser 81’ Löwe 90’ Berko |

| Fürth (Baviera) 4 aprile 2019, ore 19:00 CEST 25ª giornata | Greuther Fürth | 0 – 0 referto | Dinamo Dresda | Sportpark Ronhof Thomas Sommer (12 590 spett.)\| Arbitro: \| Aarnink \| |
| Arbitro:                                                   | Aarnink        |               |               |                                                                         |

| Dresda 7 aprile 2019, ore 13:30 CEST 28ª giornata | Dinamo Dresda | 0 – 0 referto | Union Berlino | Rudolf-Harbig-Stadion (30 700 spett.)\| Arbitro: \| Steinhaus \| |
| Arbitro:                                          | Steinhaus     |               |               |                                                                  |

| Arbitro: | Heft |

|                                   |           |           |
| Žirov 69’ Daghfous 72’ Wooten 79’ | Marcatori | 56’ Berko |

| Arbitro: | Schröder |

|                             |           |  |
| Berko 12’, 67’ Duljević 35’ | Marcatori |  |

| Arbitro: | Schlager |

|            |           |  |
| Kittel 47’ | Marcatori |  |

| Arbitro: | Kempter |

|                             |           |                 |
| Ebert 23’ (rig.) Burnić 75’ | Marcatori | 57’ Diamantakos |

| Arbitro: | Bacher |

|                              |           |  |
| Lee 19’ Meffert 69’ Wahl 77’ | Marcatori |  |

| Arbitro: | Jablonski |

|                    |           |             |
| Atik 18’, 37’, 63’ | Marcatori | 10’ Klement |

### Coppa di Germania
| Arbitro: | Heft |

|                                    |           |                         |
| Meyer 20’ Engelmann 45’ Hippe 120’ | Marcatori | 11’ Duljević 25’ Aosman |

## Statistiche

### Statistiche di squadra
| Competizione      | Punti | In casa | In casa | In casa | In casa | In casa | In casa | In trasferta | In trasferta | In trasferta | In trasferta | In trasferta | In trasferta | Totale | Totale | Totale | Totale | Totale | Totale | DR |
| Competizione      | Punti | G       | V       | N       | P       | Gf      | Gs      | G            | V            | N            | P            | Gf           | Gs           | G      | V      | N      | P      | Gf     | Gs     | DR |
| ----------------- | ----- | ------- | ------- | ------- | ------- | ------- | ------- | ------------ | ------------ | ------------ | ------------ | ------------ | ------------ | ------ | ------ | ------ | ------ | ------ | ------ | -- |
| 2. Bundesliga     | 42    | 17      | 7       | 5       | 5       | 26      | 19      | 17           | 4            | 4            | 9            | 15           | 29           | 34     | 11     | 9      | 14     | 41     | 48     | -7 |
| Coppa di Germania | -     | 0       | 0       | 0       | 0       | 0       | 0       | 1            | 0            | 0            | 1            | 2            | 3            | 1      | 0      | 0      | 1      | 2      | 3      | -1 |
| Totale            | -     | 17      | 7       | 5       | 5       | 26      | 19      | 18           | 4            | 4            | 10           | 17           | 32           | 35     | 11     | 9      | 15     | 43     | 51     | -8 |

### Andamento in campionato
| Giornata  | 1 | 2 | 3  | 4  | 5  | 6 | 7 | 8 | 9 | 10 | 11 | 12 | 13 | 14 | 15 | 16 | 17 | 18 | 19 | 20 | 21 | 22 | 23 | 24 | 25 | 26 | 27 | 28 | 29 | 30 | 31 | 32 | 33 | 34 |
| --------- | - | - | -- | -- | -- | - | - | - | - | -- | -- | -- | -- | -- | -- | -- | -- | -- | -- | -- | -- | -- | -- | -- | -- | -- | -- | -- | -- | -- | -- | -- | -- | -- |
| Luogo     | C | T | C  | T  | C  | C | T | C | T | C  | T  | C  | T  | C  | T  | C  | T  | T  | C  | T  | T  | C  | T  | C  | C  | T  | T  | C  | T  | C  | T  | C  | T  | C  |
| Risultato | V | P | P  | V  | P  | V | V | P | N | N  | N  | V  | P  | V  | N  | P  | P  | V  | P  | P  | P  | N  | P  | N  | N  | V  | N  | N  | P  | V  | P  | V  | P  | V  |
| Posizione | 6 | 9 | 13 | 14 | 10 | 8 | 5 | 8 | 9 | 10 | 11 | 7  | 11 | 10 | 11 | 11 | 11 | 10 | 10 | 10 | 12 | 12 | 14 | 13 | 14 | 14 | 14 | 12 | 13 | 13 | 14 | 13 | 13 | 12 |

Legenda:

Luogo: C = Casa; T = Trasferta. Risultato: V = Vittoria; N = Pareggio; P = Sconfitta.

### Statistiche dei giocatori
| Giocatore     | 2. Bundesliga | 2. Bundesliga | 2. Bundesliga | 2. Bundesliga | Coppa di Germania | Coppa di Germania | Coppa di Germania | Coppa di Germania | Totale   | Totale | Totale      | Totale     |
| Giocatore     | Presenze      | Reti          | Ammonizioni   | Espulsioni    | Presenze          | Reti              | Ammonizioni       | Espulsioni        | Presenze | Reti   | Ammonizioni | Espulsioni |
| ------------- | ------------- | ------------- | ------------- | ------------- | ----------------- | ----------------- | ----------------- | ----------------- | -------- | ------ | ----------- | ---------- |
| T. Boss       | -             | -             | -             | -             | -                 | -                 | -                 | -                 | -        | -      | -           | -          |
| M. Schubert   | 31            | 0             | 2             | 0             | 1                 | 0                 | 0                 | 0                 | 32       | 0      | 2           | 0          |
| P. Wiegers    | 3             | 0             | 0             | 0             | -                 | -                 | -                 | -                 | 3        | 0      | 0           | 0          |
| F. Ballas     | 12            | 0             | 3             | 0             | -                 | -                 | -                 | -                 | 12       | 0      | 3           | 0          |
| D. Đumić      | 25            | 1             | 5             | 0             | 1                 | 0                 | 1                 | 0                 | 26       | 1      | 6           | 0          |
| K. Ehlers     | -             | -             | -             | -             | -                 | -                 | -                 | -                 | -        | -      | -           | -          |
| S. Gonther    | 17            | 0             | 3             | 0             | -                 | -                 | -                 | -                 | 17       | 0      | 3           | 0          |
| B. Hämäläinen | 21            | 1             | 0             | 0             | 1                 | 0                 | 1                 | 0                 | 22       | 1      | 1           | 0          |
| N. Kreuzer    | 19            | 0             | 5             | 0             | 1                 | 0                 | 0                 | 0                 | 20       | 0      | 5           | 0          |
| J. Müller     | 17            | 1             | 2             | 0             | -                 | -                 | -                 | -                 | 17       | 1      | 2           | 0          |
| J. Nikolaou   | 28            | 1             | 6             | 1             | 1                 | 0                 | 0                 | 0                 | 29       | 1      | 6           | 1          |
| L. Wahlqvist  | 29            | 0             | 3             | 0             | -                 | -                 | -                 | -                 | 29       | 0      | 3           | 0          |
| A. Aosman     | 19            | 3             | 6             | 0             | 1                 | 1                 | 0                 | 0                 | 20       | 4      | 6           | 0          |
| B. Atik       | 27            | 6             | 4             | 0             | -                 | -                 | -                 | -                 | 27       | 6      | 4           | 0          |
| R. Benatelli  | 24            | 1             | 2             | 0             | 1                 | 0                 | 0                 | 0                 | 25       | 1      | 2           | 0          |
| D. Burnić     | 12            | 1             | 5             | 0             | -                 | -                 | -                 | -                 | 12       | 1      | 5           | 0          |
| P. Ebert      | 28            | 3             | 9             | 0             | 1                 | 0                 | 0                 | 0                 | 29       | 3      | 9           | 0          |
| M. Hartmann   | 14            | 0             | 3             | 1             | -                 | -                 | -                 | -                 | 14       | 0      | 3           | 1          |
| M. Hauptmann  | 1             | 0             | 0             | 0             | -                 | -                 | -                 | -                 | 1        | 0      | 0           | 0          |
| M. Kulke      | 1             | 0             | 0             | 0             | -                 | -                 | -                 | -                 | 1        | 0      | 0           | 0          |
| J. Löwe       | 4             | 1             | 1             | 0             | -                 | -                 | -                 | -                 | 4        | 1      | 1           | 0          |
| P. Möschl     | 15            | 0             | 0             | 0             | 1                 | 0                 | 0                 | 0                 | 16       | 0      | 0           | 0          |
| O. Atilgan    | 10            | 1             | 0             | 0             | -                 | -                 | -                 | -                 | 10       | 1      | 0           | 0          |
| E. Berko      | 27            | 6             | 2             | 0             | 1                 | 0                 | 0                 | 0                 | 28       | 6      | 2           | 0          |
| H. Duljević   | 25            | 1             | 2             | 0             | 1                 | 1                 | 0                 | 0                 | 26       | 2      | 2           | 0          |
| M. Koné       | 29            | 9             | 5             | 0             | 1                 | 0                 | 0                 | 0                 | 30       | 9      | 5           | 0          |
| V. Kušej      | -             | -             | -             | -             | -                 | -                 | -                 | -                 | -        | -      | -           | -          |
| L. Röser      | 23            | 4             | 0             | 0             | 1                 | 0                 | 1                 | 0                 | 24       | 4      | 1           | 0          |
| P. Heise      | 15            | 1             | 1             | 0             | 1                 | 0                 | 0                 | 0                 | 16       | 1      | 1           | 0          |
| S. Horvath    | -             | -             | -             | -             | 1                 | 0                 | 0                 | 0                 | 1        | 0      | 0           | 0          |